# Жуковка (Осиповичский район)
Жу́ковка (бел. Жу́каўка) — деревня в составе Лапичского сельсовета Осиповичского района Могилёвской области Республики Беларусь.

## Этимология
Название деревни является патронимическим и образовано от основы «жук».

## Географическое положение
Жуковка расположена в 29 км на северо-запад от Осиповичей, в 3 км от ж/д станции Уборок и в 162 км от Могилёва. Граница с лесом проходит на северо-востоке и юго-западе деревни. Транспортные связи осуществляются по автодороге Минск — Бобруйск. Планировку составляет одна прямолинейная улица, по обеим сторонам застроенная деревянными крестьянскими домами.

## История
Письменные источники упоминают Жуковку в XVIII веке. В 1760 году казённое владение Жуковка упомянуто как застенок в составе имения Лапичи Бобруйского повета с тремя дворами (в 1768 году уже с четырьмя). В составе Российской империи застенок оказался в результате второго раздела Речи Посполитой. Согласно переписи 1897 года застенок Жуковка (другое название — Опальновка) относился к Погорельской волости Игуменского уезда Минской губернии.
С февраля по ноябрь 1918 года Жуковка была оккупирована германскими войсками, с августа 1919 по июль 1920 года — польскими. Колхоз был образован в 1930 году.
Во время Великой Отечественной войны Жуковка была оккупирована немецко-фашистскими войсками с конца июня 1941 года по 30 июня 1944 года; оккупантами были убиты трое жителей деревни. На фронте и в результате партизанской деятельности погибли 6 жителей.

## Население
- 1760 год — 3 двора[1]
- 1768 год — 4 двора[1]
- 1897 год — 51 человек, 14 дворов[1]
- 1907 год — 78 жителей[1]
- 1917 год — 155 жителей, 27 дворов[1]
- 1926 год — 144 человека, 22 двора[1]
- 1959 год — 133 человека[1]
- 1970 год — 86 человек[1]
- 1986 год — 36 человек, 20 хозяйств[1]
- 2002 год — 9 человек, 8 хозяйств[1]
- 2007 год — 4 человека, 4 хозяйства[1]

## Комментарии
1. ↑  Название и ударение даны по: Назвы населеных пунктаў Рэспублікі Беларусь: Магілёўская вобласць: нарматыўны даведнік / І. А. Гапоненка і інш.; пад рэд. В. П. Лемцюговай. — Минск: Тэхналогія, 2007. — С. 64. — 406 с. — ISBN 978-985-458-159-0.